# アランドラ
『アランドラ』 (Alundra) は、1997年4月11日にソニー・コンピュータエンタテインメントから発売されたプレイステーション用アクションRPGである。

## 概要
夢を題材にしたアクションアドベンチャーゲーム。主人公は「夢に導かれた少年」アランドラ。プレイヤーは彼を操り、フィールドやダンジョンでモンスターと戦っていくことになる。
ストーリーのジャンルはダーク・ファンタジー。また、物語の進行による死者が多いのも特徴で、救えずに亡くなってしまう人物や、救ったと思いきやその後死亡してしまう人物がいる。
製作は『トルネコの大冒険』などを手がけたマトリックス (Matrix Software) 。クライマックスと共に開発した『ランドストーカー』の[[作品世界]]との共通点もみられる。ゲーム中のサウンドには作曲家の田中公平の作品が使用されている。シナリオはスタジオベントスタッフの手塚一郎。
キャラクターデザインは『フェーダ』、『シャイニング・フォース』等に携わった玉木美孝が手がけている。エンディングのみだが、フルアニメーションの演出もある。

## ストーリー
それは王国から偶像崇拝を禁じられた世界。偶像を捨て去るという行為に怒った神は人々から「なにかを作り出す」創造力を奪った。更に偶像を失ったことによる、祈りが神に届いているのかという不安から世は荒んでいた。しかし人々はその代償に自分の望む夢を見ることができるようになった。一方、そのせいで、自分の精神が創り出した悪夢や夢魔に憑りつかれ苦しむ人々も現れはじめる。
アランドラはいつも夢を見る。守護者を名乗る老人が、イノアの村の北方、湖の深き底に眠る悪魔が目覚めようとしている。世界を救えるのはそなただけだ、と呼びかける。アランドラは夢の意味を確かめるべくイノアの村を目指して船に乗っていたが嵐で難破してしまう。気が付くとそこはイノアの村であり、アランドラは工匠のアンゼスに助けられていた。
村ではワインズという老人が悪夢に苦しめられており、夢の研究者のセクタスが調べてはいたがどうにもならずにいた。彼の頼みで夢研究の第一人者だったターラスの館を調べたアランドラは一冊の本を見つけた。セクタスはその本により、アランドラが他者の夢の中を自由に出入りできる能力を持つまどろみの一族「エルナ」である事を突き止める。そしてアランドラはワインズの夢に入り、魔物を倒してワインズを救った。その事を聞いた村人のゴウセルに誘われてアランドラは教会を訪れ、神父のロエインと共に神に祈りを捧げた。
起きたまま予知夢を見るシヴィルや、眠ると現実の物を壊してしまうナーシアなど、この村には特異な夢を見る人が多いらしい。悪夢に苦しめられる人々を救いたいというセクタスの頼みを受け、アランドラは力を貸すことを約束する。その時、炭鉱で崩落が起こる。唯一脱出した鉱夫のオーレンの夢で、白猿ムルータが原因だと突き止めるもオーレンは助からなかった。その死を受け、アンゼスは創造力を取り戻し、炸裂弾を作り上げる。アランドラはその炸裂弾を使って生き残りの鉱夫を助けるべく炭鉱に乗り込み、崩落を引き起こしたムルータを倒すものの結局誰も救うことは出来なかった。消沈するアランドラにシヴィルが不可解な夢を伝える。その後、オーレンの墓参りの最中、アランドラは賢者ラアの導きを受ける。試練を乗り越えたアランドラにラアは、守護者の紋章を全て集めて封印を解き、悪魔「メルザス」を倒すように告げた。その後も悪夢を払うべく奔走するアランドラだったが奮闘虚しくナーシアが命を落とし、信心深いゴウセルには悪魔呼ばわりされてしまう。
そんな中、同じエルナの力を持つ少女メディアムが村を訪れる。彼女は夢そのものを見られなくする方法で悪夢を取り除き、アランドラとセクタスのやり方を「甘い」と辛辣に批判する。それでもアランドラは守護者の元を回り、紋章を集めつつ悪夢の中に潜っては人々を救うべく戦っていく。やがてメディアムは悪夢の原因を、ロエインが悪魔に祈りを捧げているからと語る。同時期、シヴィルはアランドラにやがて訪れる悪魔との戦い、そして「聖剣エルナート」の予知夢を伝える。アランドラとセクタスは教会に潜入し、隠し部屋を発見する。そこには禁じられたはずの神像があり、その姿はアランドラが夢で見ていた悪魔メルザスそのものであった。神とメルザスは同一の存在だったのだ。ロエインは悪夢は神への祈りを忘れた人間への罰なのだと語るが、アランドラとセクタスは例え神が相手でも戦うことを宣言する。
翌日、シヴィルが何者かに首の骨を折られて殺されてしまう。アランドラはメディアムが夜遅くまで何かしていたと知り、彼女が犯人なのかと疑う。まだ寝ていたメディアムの夢に入ったアランドラは彼女の過去を知った。父の死、それに端を発する母の神の正体への探究、そして処刑される母、その全ての元凶であるメルザスへの怒り。メディアムの冷徹なまでの覚悟はその過去によるものだった。メディアムの過去を知ったアランドラ、そして知られたメディアムは互いに態度を軟化させる。紋章を求めて各地を巡るアランドラだが、ある出来事からロエインに情報が漏れている疑惑が上がる。メディアムが指摘した通り、アランドラは教会で神に祈った時からメルザスに夢に棲み付かれていたのだ。アランドラは神像を破壊するべく再び教会に乗り込むが、ロエインには神像の存在は村の総意だと告げられ、やむなく引き下がる。シヴィル殺害もロエインが犯人だと確信するもその翌日、アンゼスまでもが殺されてしまう。アランドラの父親代わりとして、人の道を踏み外したロエインと対峙し、その手に掛かったのだ。あまりに大き過ぎる悲しみに苛まれるアランドラだったが、それでもメディアムと協力して多重人格の少女エリーンを救う。やがてゴウセルの悲劇を経て、村長らも全ての元凶が神であると悟るも信仰は捨てられなかった。アランドラは先手を打ち、ムルータの本拠地でその王ザザンを倒す。そして紋章も残すは1つとなったが、ベグラス、ネクタスの夢を利用して奇襲したムルータにより村は焼き討ちされ、多くの村人が命を落としてしまう。
メルザスは人間の創造力が自分にとって不都合だったが故にそれを奪ったが、代わりに人間が得た夢を操る力はより脅威であったため、人間そのものを滅ぼすことを決めた。この推理をメディアムから聞いた人々はメルザスを神と崇め続けるか悪魔と見做すか、考えをまとめる事にする。神との関係を壊されたと怒るロエインはメルザスに祈り、醜悪な怪物と化してアランドラに襲い掛かるも敗北して死亡した。これが一押しとなり、村人は満場一致でメルザスに抗うことを決意。戦いに向かうアランドラに力を与えるべく、全員で勇者の夢を見ることにする。人々の夢は形となり、アランドラは聖剣エルナートを手に入れた。やがて最後の紋章を得たアランドラはメルザスの神殿に乗り込む。神に刃向かうアランドラに激怒したメルザスはおぞましい本性を現して襲い掛かるも、メディアムの、セクタスの、そして村人達の希望を一身に受けたアランドラの前に敵は無く、遂にメルザスは敗れた。人々に恐怖を与えて神となった悪魔は、自身の恐れた通り人々の夢と創造力によって滅び去ったのだった。
崩壊する神殿を脱出したアランドラは村に帰り、人々は勇者の凱旋を歓待する。勝利の祝杯の後、村は復興され、人々に見送られてアランドラとメディアムは旅立った。しばらくの旅の後、道を違える時が来たメディアムはアランドラと口付けを交わして去っていく。その姿を見送ったアランドラは、暗雲立ち込める道の先へと力強く踏み出していくのだった。

## シナリオの特徴
『どうぶつの森』やのちの『MOTHER3』などと同様、一定の場所にスポットを当て、その限られた場所に生活する登場人物のドラマを時間の蓄積と共にプレイヤーが傍観者的な立場で感情移入を深めていく構成となっている。

## システム
アランドラは「夢潜り」で人の夢に入り込める能力を持ち、夢の中のダンジョンに巣食う悪夢を退治する事が主な目的となる。
最大HPは「命の器」、最大MPは「マジックシード」を入手することで上昇する。また、剣で草を刈るとコインやハートが出現したり、爆弾で壁を破壊できる、物を持ち上げて投げることが可能など、ゲームシステムが『ゼルダの伝説』と非常に類似している。
アクションと謎解きの難易度はいずれも非常に高い。

## アクション
操作するキャラクターの動作が多く用意されている。ダンジョン内に仕掛けられた様々なトラップを多彩なアクションでクリアいく醍醐味。
走る
土煙を上げて疾走したり、走っている途中での方向転換や、敵や壁に体当たりする事も可能。
ジャンプ
マップ上は立体的に表現されている。高さを見極めながら屋根の上に飛び乗ったり自由な行動が可能。
武器を振る
縦横だけでなく斜めへの攻撃も可能。
持ち上げる・投げる
箱や樽など持ち上げる事が可能な物もあり、それを敵に投げつけ攻撃もできる。箱が割れると中からアイテムが出ることもある。

## 建築物・ダンジョン
クラーク号
ゲームのスタート地点、アランドラはこの船に乗り合わせていた。
イノアの村
アランドラが世界を救うべく活動を行う拠点。名産品はイノアの火酒、ゲーム後半に携行できない完全回復アイテムとして登場する。
教会
イノアの村の北に位置する教会、偶像崇拝が禁じられている中、地下には神像が祭られている。
ターラスの館
アランドラ含むまどろみの一族について記された、エルナの書が保管されている。
夢の中
主に悪夢が巣食っていて退治する場合が多い。一度入ったら、ボスを倒すまで出られない。また、その後は二度と入る事は出来ないため、クリア時、金のくちばしや命の器など、取り忘れた宝箱があると、回収不能になる。
プレイヤーが精神世界を体感するために、BGMは基本的に不共和音を意識した気味の悪い曲が流れるが、例外としてクラインの夢だけは美しい音色の冬景色を思わせる曲である。このクラインの悪夢は難解なパズルを解かなければ先に進めない構成であり、プレイヤーの集中力をかき乱すような気味の悪いBGMや、鬱になるようなイベントは使用されていない。
炭鉱
イノアの村の北に位置する炭鉱、落盤事故が発生する。
お袋
ワールドマップ最北端に位置する神殿。
まだ死ぬべきではない人の黄泉の国からの帰還をお祈りする場所。
お袋という名前は生命の象徴である母親の子宮を意味している。
バー・リバーサイド
イノアの村のすぐ西に位置する酒場、ストーリー後半に手に入る入場券を使ってミニゲーム場に入ることができる。
コーヘイの家
BGMの作曲者である田中公平と思われる人物（コーヘイ）の住む家、いわゆるBGMプレーヤーである。
妖精の住まう池
妖精の女王スティーナが悪魔を監視するために隠れている池。イノアの村の西方に位置する。
炎の館
炎の杖を納めた館。炎の力を使うにふさわしい物の来訪を望んでいる。
氷の館
氷の杖を納めた館。
デジナ砂漠
古の神殿へ通じる砂漠。砂漠内に存在する祠で契約を交わすとワープゲートが利用できる。
古の神殿
デジナ砂漠の砂嵐の向こう側に見える神殿。
トーラ火山
マップ北東に位置する火山。
迷いの森
マップ北西に位置する森林、ムルータという白いサルが巨大な砦を築いている。
大樹の塔
ムルータたちの住む塔。ムルータの王ザザンが治めている。ゲーム序盤で一度訪れるが、道は繋がっておらずこの時点では中に入ることはできない。
リザードマンの洞窟
リザードマンたちの住む洞窟。
雪王の碑
伝説の剣豪雪王を祭る石碑、一定条件を満たすと最強の武器である「雪王の剣」が手に入る。
湖の神殿
邪神メルザスが封じられた神殿。本作のラストダンジョン。

## 登場キャラクター
アランドラ
本作の主人公。大陸の遥か南に位置するガリア海の名もなき小さな島に生まれ育つ。夢に入れるまどろみの一族で、夢に入って悪夢と戦う。イノアの村で夢の研究をしているセクタスと出会ったアランドラは、彼の助力の元、自分が「他人の夢の中を自由に出入りできる能力」を持つエルナとして覚醒することになる。同時に守護者達から「悪魔メルザスを倒す」という使命を課せられ、戦いに身を投じていくが、その先には過酷な運命が待ち受けていた。
アンゼス
海岸に打ち上げられたアランドラを保護する。アランドラの父親的存在。妻子を亡くしていて、アランドラを実の息子のように思っている。村人が命を落とす度、失われていた創造の力を取り戻し、アランドラの助けとなるアイテムを生み出していく。しかし人々の為に戦うアランドラに報いるべく、意を決してロエインと対峙した結果、殺害されてしまう。彼の形見の鎧はそのままでは使えないが、鍛え直す事によって装備可能になる。
メディアム
アランドラ同様にまどろみの一族である少女。物語中盤に村を訪れる。悪夢を退治するというアランドラとは対照的に、夢そのものを見られなくする方法を取り、アランドラのやり方を「甘い」と辛辣に批判する。更にはセクタスの反論も頑なに拒絶し、あくまで悪夢のみを取り除こうとする彼らと対立する。それは彼女の母の悲劇に端を発しており、やがて夢を通じてアランドラがそれを知った事と、悪夢との戦いの中で態度が変化、協力者となっていく。ごく一部のシーンだが、彼女を操作する事もある。過去の事件からメルザスへの敵意は並みならぬものがあるが、一方でロエインを悪と呼んだセクタスに、彼もメルザスに利用されただけだと語るなど、あくまで敵はメルザスだと言う姿勢は崩さない。
セクタス
夢を研究する若者。ターラスの後継者であると信じている。アランドラがエルナであると知ると全面的に協力するようになり、良き相棒となる。
ドルダス
アランドラを乗せていたクラーク号の船長。船が沈んだ後は今まで集めた珍品を売る店を始める。金のくちばしが大好きで、船乗りになったのも世界中の金のくちばしを集めるため。普段は桁違いの金額でアイテムを売るが、金のくちばしを渡すと代わりにそれらアイテムを譲ってくれる。
シヴィル
目覚めていながら夢を見る、不思議な少女。その夢は予知夢である。アランドラを信じ、予知夢を見るたびにその内容を伝える。その能力故か歳の割に達観した考えの持ち主であり、アランドラが戦い続ける事で自分に死が降りかかろうとも恐れない、とまで言い放つ。しかしそれからすぐ、その言葉通りになってしまう。
シーラ
シヴィルの母。特別な力故に浮世離れした娘を案じつつも、その運命を受け入れている。シヴィルが殺害された後は悲しみに暮れるが、自身もムルータの襲撃で命を落とし、娘の後を追う形となってしまった。
ユステル
水晶占いを生業とする村の長老的存在。
オーレン、ルイック、ヌインダ、ズーリム
炭鉱で働く鉱夫。オーレン以外は崩落に巻き込まれ、アランドラに発見される前か同時に死亡する。唯一脱出したオーレンも程なく息を引き取った。
ターラス
ターラスの館の主でもある、夢の研究者。故人。
ロエイン
イノアの村で教えを説く聖職者。あまりに狂信的な彼は都からの布教の名の下、追放に近い形で送り出された。強過ぎる信仰心のあまりメルザスの傀儡と化しており、神の名の下にシヴィルとアンゼスの殺害など非道の限りを尽くす。最後は人々のメルザスへの信仰が揺らいだことでアランドラに殺意を向け、メルザスの力によって醜悪な怪物と化すが、それを「す…すげー、かっこいーぞー！」と狂喜し、アランドラに襲い掛かるも、返り討ちに遭って死亡する。最期の瞬間までメルザスを崇め続けていた。
ボージス
女性をわがままで自分勝手なものと考え、夢の中に創りあげた恋人、サーティと愛を語り合っている。後に悪夢となったサーティに憑依され、アランドラによって救出されるも、サーティの「将来愛するであろう女を道連れにしてやる」という最期の言葉の通りナーシアが命を落とし、激しい後悔に苛まれる。最期はムルータの襲撃の際に祖父メイザンと共に命を落とす。
ナーシア
ボージスに思いをよせる女性。眠ると現実世界のものを破壊してしまう。その為に必死に睡魔と戦っていたがやがて眠りに落ち、オーレンの家を破壊してしまう。最後は夢魔サーティの力なのか、自分への絶望のあまりなのか、永遠の眠りに就いてしまう。
ゴウセル
ロエインに従う青年。妹のキーシャと暮らす。狂信者で、アランドラを悪魔だと罵る。アランドラに悪夢から救われた後も態度を変える事は無く、最後はメルザスの手先として人狼と化してしまうが、自分が跳ね飛ばしたキーシャの姿から僅かに自我を取り戻し、良心と信仰心のせめぎ合いの果てに死体も残さず消滅した。最期の瞬間には人の姿に戻っており、メルザスの手先ではなく人としての死を選んだ。セクタス曰く、誰よりも皆の事を想うが故に人一倍信仰心が強かったため、そこをメルザスに付け込まれたのだろうと言う。
クライン
イノアの村の狩人。必要以上に生物を傷つけることを嫌う。村の用心棒的存在であったが、悪夢によりメルザスの手先になってしまう。アランドラが悪夢を払おうとするも失敗、最後は理性を失った人狼と化し、アランドラに倒された。
エリーン
毎日のように暴力を振るう父親と暮らす少女。その所為で人格が4つに分裂した多重人格に陥っており、言動は支離滅裂を極める。夢の中も4つに分かれているため、非常に複雑。アランドラとメディアムの尽力によって悪夢共々3つの人格は消滅し、1つの人格に統合されて目覚める。しかしそれも虚しく、村を襲撃したムルータに殺害されてしまう。
ウストウ
エリーンの父で酒浸りの男。妻がいたが坑員と駆け落ちされて以来、仕事をやめて酒乱になってしまうが、エリーンが悪夢から救われた時は酒を一切飲まなくなる。しかしムルータの襲撃でエリーンが殺されてしまい、深く後悔していた。
モラアス
ナーシアの祖母。アランドラに託したナーシアの願いが叶わないままになったこと、アランドラと同じ一族のメディアムが現れたこと、そしてゴウセルにアランドラが悪魔だと吹き込まれたことで、彼を敵視。メディアムをナーシアの代わりのようにして住まわせるが、当のメディアムのアランドラに対する態度の変化、そしてゴウセルの悲劇により、自身もまた、アランドラへの態度を軟化させる。しかし最後はムルータ襲撃の際に殺害される。
ベグラス、ネクタス
イノアの村に住む双子。双子の彼らの夢の中は相互につながっており、アランドラは二人の夢の中をワープできる。終盤、ムルータにベグラスが誘拐され、ネクタスの夢を経由したアランドラに救出されるも、その夢を通って現れたムルータによって村は惨劇に見舞われる。彼らの家族も母は助かったものの、父と祖父を喪ってしまった。
ワインズ
ベグラスとネクタスの祖父。アランドラが村を訪れた時には悪夢に侵されており、アランドラが初めて夢に入る人間となる。悪夢からは無事に救われたものの、最後はムルータの襲撃の際に死亡。ワインズ、ボージス、エリーンの死によってアランドラに悪夢から救われた村人は全員命を落とすという悲惨な結果となってしまう。
ルータス
イノアの村人で妻のフェインと暮らしている。彼の死によって聖剣エルナートを創ってもらうというシヴィルの予知夢を見られたことから、聖剣の出現を阻止しようと目論むロエインに何度も危機を救われる（予知夢通りならルータスが生きている限り聖剣は現れないと考えたから）。最終的には聖剣は生き残った村人の夢によって創造され、ルータス自身は命を落とさないばかりか幸いな事に妻と共に自宅まで失われずに済んだ。
ヤァード、ノウラン
イノアの村の道具屋の夫婦。夫のヤァードは薬草の収集をしており、妻ノウランは道具屋を勤めている。
ビイゼン
イノアの村の村長。熱心な信者ではないが、心のよりどころとしての神の存在は不可欠と考える。妻のトステアとの間に息子のツーラスをもうける。数々の悲劇の末、アランドラ達によって神の正体が悪魔であると明かされても、既に生活の一部となっている信仰を捨てる事が出来ずにいたが、ムルータの襲撃による惨劇、ロエインの暴走を経てメルザスを崇める事をやめ、皆の為に戦うアランドラの為に祈ることを決意する。
ケイトス
墓守。次々と増える墓を冷淡に処理する。一方で、神の正体が悪魔だと初めから知っていた素振りを見せる。その正体はメルザスが飛来するよりも以前から生きる民「ゾリスト」の1人。王国より、メルザス復活の監視役として派遣された人物であり、老人である守護者を補佐する役割をひそかに担う。
ラーバス
崖下の家で道具屋を営む老人。村の店では買えない商品もある。また、彼には、人には言えない秘密がある。
スティーナ
メルザスを監視する、妖精の住まう池の女王。
ミミング
巨神を守り続ける一族。ニルードを倒しに来たと思い、アランドラを攻撃する。

### 守護者
賢者ラア
アランドラを解放者として導く賢者。守護者の一人。
ハヴァン
イノアの村南の海岸に住む老人だが、正体はゾリストの1人であり、同時に守護者の1人でもある。海岸の家の地下ははるか南の海に浮かぶ小島に繋がっており、この道はかつて生きていた、半魚人族セルディアによって創られたもの。最後は正体を明かしてアランドラに道を示そうとするも、ゾルジアに襲撃され、致命傷を負わされる。死後、守護者の姿となってアランドラを導いた。
ヴル
人間から守護者として選ばれる。
ジル
リザードマンを配下にする聖者。
ンヴ
お袋を統べる聖者。永遠の生を持ち、かつては女王と呼ばれるほどの身分であった。
ニルード
かつて神と呼ばれた7体の巨神のうちの1体。元々はただの巨像だったが、神と崇める人々の信仰心によって自我を得た。しかし巨神達は争いを始め、争いを避けたニルードだけが生き残る結果となった。だが人々は7体という数への畏怖から信仰心を抱いていたため、1体だけになったニルードを崇める事は無かった。その後はミミング達に信仰されていた。すでに肉体の限界が近づいており、ゾルジアに致命傷を負わされるが、それでも自身の紋章をアランドラに託した。
ウィルダ
神、破壊の王と呼ばれたこともある守護者。その姿は溶岩に浸かる火竜である。

### 敵
ムルータ
イノアの村の北西「迷いの森」に棲む白いサル。凶暴で残忍な性格で、人間を敵視する。人間を切り捨てたメルザスが次に信者として目を付けた種族であり、知恵を与えられた事でメルザスの尖兵となっている。ストーリー終盤にはメルザスによるものなのか、エルナしか出来ないはずの夢を渡り歩く力を手に入れ、ベグラスとネクタスの夢を利用してイノアの村を奇襲する。村を襲ったムルータはアランドラによって全滅させられるも、村は焼き払われ、大勢の犠牲者を出してしまった。メルザスが倒されると洗脳から解放された模様で、エンディングアニメではわだかまりも無くアランドラとメディアムの2人と互いに手を振り合っていた。
ザザン
ムルータの王。人間を敵視し、滅ぼそうと画策している。序盤で手下のムルータに指示を出す姿を見るが、それ以降は表舞台に出て来る事は無く、大樹の塔に乗り込んできたアランドラに倒された。
ゾルジア
下僕に甘んじる悪魔。裏切りの常習犯で、現在はメルザスの配下。人を嘲るような態度を取り、ニルード、ハヴァンと言った守護者を手に掛ける。最後はアランドラに倒される。
メルザス
人間の持つ精神エネルギーを喰らう悪魔。遥か天空より飛来した別の星の生命体であり、かつて守護者達によって封印された。ムルータと悪夢を操り、人間を滅ぼすべく復活を目論んでいる。実はソレイディア王国で信仰されている「神」と同一の存在であり、全ての悲劇の元凶である本作のラストボス。神と呼ばれた存在は何かしらの理由や手段によって信仰心を集めていたが、メルザスは悪夢の恐怖によって信仰心を獲得した神である。最後は敢えて封印を解き、神殿に乗り込んできたアランドラと対決。一度倒しても、脳と眼球が動き出したような醜悪な異形と化して更に襲い掛かってくる。アランドラに敗北した後は「人間がその心に闇を住まわせている限り、血は流され続ける。心の底から崇める事の出来る、全能の神が現れるまでは」と言い残し、聖なる炎に焼かれて消滅した。

## アイテム

### 武器系
ハンディソード
アランドラが最初から装備している小ぶりの短刀。
チャージアタックはできない。
スチルエッジ
古の技術により創られた剣。古の神殿にて入手可能。
チャージアタックで前方に衝撃波を放つ。
デモンバスター
妖精の女王スティーナから授かった剣。妖精の住まう池で入手可能。
チャージアタックで前方に衝撃波を放つ。
聖剣エルナート
村人の希望から生まれた聖剣。チャージアタック可能。
エフェクトも他の二種類と異なり電撃を帯びた一撃を放つ。
伝説の剣・雪王
刀匠・雪王の創った剣。チャージアタックは出来ないが攻撃力は最強。一種の救済措置だが、逆に順調にプレイしていると手に入らない。
チェインスロー
鉄球、フィールド上のブロックを破壊できる。チャージアタックは出来ない。
リーチは長いが若干隙がある。
クラッシャー
鉄球、フィールド上のブロックを破壊できる。チャージアタックは頭上で鉄球を振り回す。
ハンターボウ
クラインの魂より創られた弓。身長が低い敵に当たらず草なども刈れない。
チャージアタックは出来ない。
ウィリアムボウ
チャージアタック可能な弓。チャージアタックは貫通性のある光る矢を放ち
身長が低い敵や草も命中する。
炎の杖
火炎弾を発射可能な杖。チャージアタックは大きい火炎弾を発射する。
特定の障害物を燃やしたり火を灯せる。
氷の杖
氷のつぶてを発射可能な杖。チャージアタックは大きい氷弾を発射する。
特定の障害物を冷却できる。
魔道の杖
攻撃は出来ないが、魔力の消費なしに魔法を使用可能。
入手条件が非常に難しい。

### 回復系
薬草
体力を最大値の4分の1まで回復する、最低回復値は5ポイント、携行可能数は9。
Sポーション
体力を最大値の半分まで回復する、最低回復値は10ポイント、1つのみ携行可能。
Lポーション
体力を最大値まで回復する、1つのみ携行可能。
マジカルエキス
魔力を最大値まで回復する、1つのみ携行可能。
キュアエール
体力と魔力を最大まで回復する。また、持っていると体力が0になると同時に使用され、死亡状態から即座に全回復状態で復活できる。1つのみ携行可能。

### 魔法系
いずれの魔法も魔力の消費は1と一律。また、上位版である下巻を入手すると上巻の使用はできなくなる。
大地の章
(上巻)周囲に岩盤を撒き散らして攻撃。岩盤は遮蔽物に当たると消滅する。
(下巻)画面全体に隕石を降らせて攻撃する。
水魔の章
(上巻)最大体力の半分回復し、自分の周囲を回る氷のシールドを張る。
(下巻)体力全回復し、数が増加したシールドを張る。
火竜の章
(上巻)敵をホーミングする火炎を複数呼び寄せる。
(下巻)灼熱のマグマを呼び周囲の敵に攻撃する。攻撃力が高い。
風神の章
(上巻)周辺に複数の雷を落とす。
(下巻)自分を中心に巨大な竜巻を引き起こして攻撃。

### オマケアイテム
金のくちばし
アランドラには隠しアイテムとして金のくちばしが登場する。金のくちばしは全部で50個あり、集めた数によって強力なアイテムと交換できる。なお続編『アランドラ2』では同様な位置づけのアイテムとしてパズルのかけらがある。

## 設定
ソレイディア王国
トレアの都を首都とするソレイディア王国はイノアの村を内包する王国である。王国を治めるクァーデス三世は神の信者であったためかつての神であったニルードから民の心が離れていくことを苦しく思っていた。そして彼は異星から飛来したメルザスを新たな神として崇めるようになった。
神
ソレイディア王国で現在信仰されている神がメルザスである。元は宇宙より飛来した生命体で、王国軍に捕らえられたものの、その精神に干渉する力によって甘い夢を見せられた国王はメルザスに神の座を与えた。しかし信仰によって力を得る事に味を占めたメルザスは現実にまで干渉を始め、過ちに気付いた国王はメルザスを崇める全ての偶像や絵画を破棄させた。
イノアの村
トレアの都からはるか西方に位置する。寒村であるが、メルザスが飛来したのはこの近辺だといわれる。
信仰と神の力
神の力はいつでも絶対的なものではなく、人々の信仰なくしては神の力は弱まってしまう。過去のニルードも同様に力を失っている。メルザスの危険性に気付いた王国により、神をかたどった偶像の崇拝が禁止され人々の神への関心は薄れていった。神の存在が危うくなったころ、メルザスはこれに激怒して人々から創造の力を奪い（人の心を操作して物を生み出す意思を無くした）、悪夢により人々を苦しめ、人々に恐怖の神としてメルザスを信仰させようとしたのであった。
メルザスの真の意図は、創造された新たな偶像によって別の存在が神に祭り上げられる（＝自分が神ではなくなる）事を恐れた為である。しかしその反動で人々は夢を操る力を手に入れ、神の地位はおろか自身の存在すら脅かす危険性を与える結果となってしまった。その為、メルザスは人間を滅ぼす事を決め、反乱を起こすほど知能が無いであろうムルータに知恵を与えて新たに自身を崇めさせる事にした。
エルナ
人々の夢の中に入りこむことの出来る力を持ったまどろみの一族のこと。力の覚醒によって悪夢に対抗する者の総称である。

## スタッフ
- Director：大堀康祐
- Game Design：尾山泰永
- Story：手塚一郎
- Character Design：玉木美孝
- Dungeon Map Design：折茂賢司、二木康夫
- Main Program：氷見元生
- Event Program：滝本真澄、石黒友浩
- Enemy Action Program：伊藤真也
- Assistant Program：小林敬明
- Object Character Coding：坂本仰次、太田浩太郎
- Map Coding：大口修、落合照代
- Ending Program：百瀬成寿
- Music Producer：清水彰彦、田中公平
- Music：田中公平
- Sound Director：藤澤孝史
- Assistant Sound Director：山崎耕一
- Sound Program：藤澤孝史、松谷直樹
- Sound Effects：山崎耕一、堀江由朗、西本啓一
- Engineer：中村充時
- Jacket & Booklet
  - Art Direction：鎌田誠
  - Product Schedule：小宮浩典、新保圭美
  - Writing：江崎和生
  - Illustration：玉木美孝

- Promotion：佐伯雅司、小山明男
- Game Development：Matrix software
- Producer：金子孝弘、菊川英明
- Supervisor：宮田敏幸、長崎行男、安田昌明
- Executive Producer：佐藤明

## 主題歌
エンディングテーマ「Tears」
作詞 - 前田たかひろ / 作曲 - 田中公平 / 編曲 - 岸村正実 / 歌 - ヤマダアヤ

## 続編
1999年に続編として『アランドラ2 魔進化の謎』が製作された。ストーリーに繋がりは無く、アランドラも登場しない。

## ゲーム中に用いられるサウンド
ゲーム中のサウンドには田中公平の作品が用いられているが、音源はすべて32ビット機内蔵音源が用いられており、録音に頼らずゲーム音楽を作曲した珍しい例とも言える。